# Vavřinec Hradilek
Vavřinec Hradilek (Praga, 10 marzo 1987) è un canoista ceco, specializzato nello slalom K1.
In carriera ha vinto un argento olimpico a Londra nel 2012, a cui si aggiungono un argento mondiale e un bronzo europeo individuale e un oro e un bronzo mondiale a squadre.

## Palmarès
- Giochi olimpici

Londra 2012: argento nello slalom K1.
- Mondiali di slalom

2007 - Foz do Iguaçu: bronzo nel K1 a squadre.
2009 - La Seu d'Urgell: oro nel K1 a squadre.
2010 - Tacen: argento nel K1.
2013 - Praga: oro nel K1.
2017 - Pau: oro nel K1 extreme.
- Europei di slalom

2010 - Bratislava: bronzo nel K1.
2013 - Cracovia: oro nel K1 a squadre.